# Kevin Diks
Kevin Diks Bakarbessy (Apeldoorn, 6 oktober 1996) is een Moluks-Nederlandse voetballer die doorgaans speelt als rechtsback. Hij verruilde FC Kopenhagen in juli 2025 transfervrij voor Borussia Mönchengladbach. Diks debuteerde in 2024 in het Indonesisch voetbalelftal.

## Carrière

### Vitesse (eerste periode)

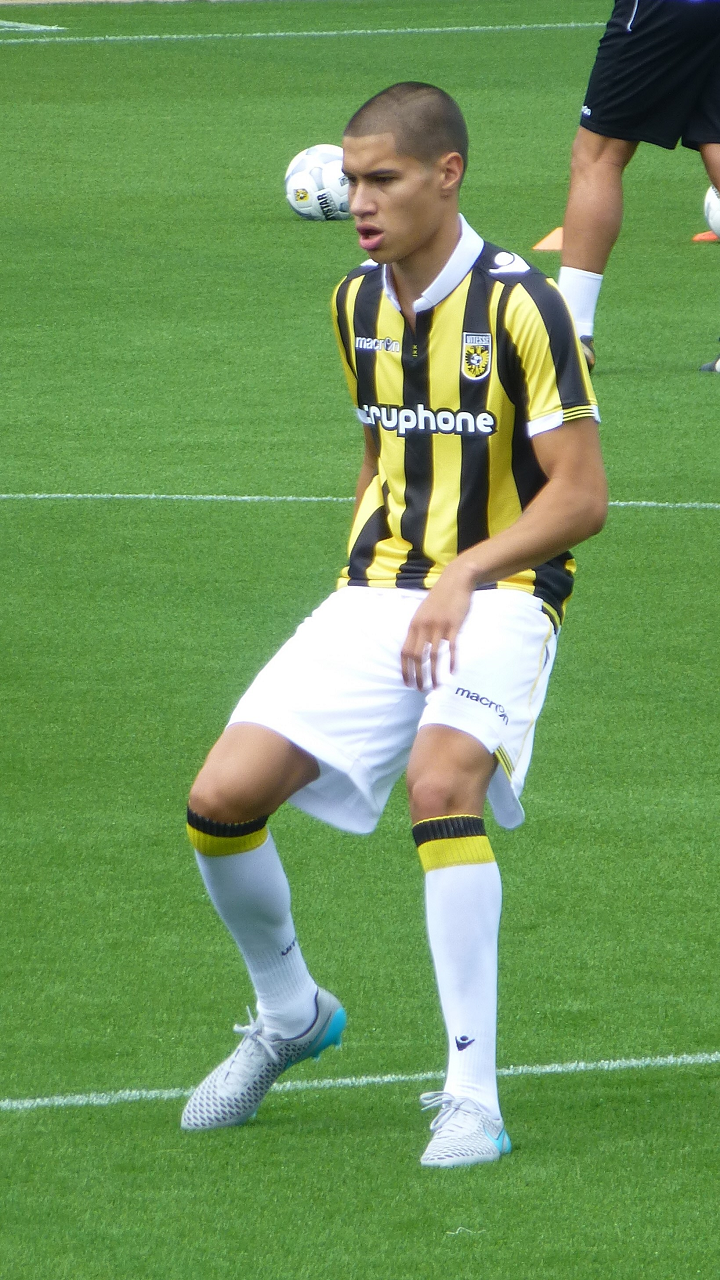
Diks met Vitesse in 2015

Diks begon met voetballen in de jeugd van VIOS Vaassen. Vandaaruit werd hij opgenomen in de jeugdopleiding van AGOVV, die in 2005 samenging tot Vitesse/AGOVV Voetbal Academie. Na diverse jeugdelftallen doorlopen te hebben, maakte Diks op 24 augustus 2014 zijn basisdebuut in het eerste elftal in de uitwedstrijd tegen PEC Zwolle. Gaandeweg het seizoen 2014/15 veroverde hij een basisplaats, ten koste van Chelsea-huurling Wallace Oliveira dos Santos. Diks speelde in zijn tweede seizoen in dienst van de Arnhemse club voor het eerst in zijn carrière in de UEFA Europa League. Hierin debuteerde hij op 30 juli 2015, toen hij in de basisopstelling begon tijdens de eerste van twee wedstrijden in de derde voorronde van het toernooi, uit tegen Southampton. De wedstrijd eindigde in 3-0. Diks maakte op 4 oktober 2015 zijn eerste doelpunt voor Vitesse, thuis tegen FC Groningen.

### Fiorentina
Diks tekende in juli 2016 een contract tot medio 2021 bij Fiorentina, de nummer vijf van Italië in het voorgaande seizoen. Over de transfersom deden beide clubs geen mededelingen. Media als het tijdschrift Voetbal International en de lokale krant de Gelderlander gingen uit van circa 3 miljoen euro. Op 23 oktober 2016 maakte hij zijn debuut voor Fiorentina, door in de 88e minuut in te vallen voor Cristian Tello in een wedstrijd tegen Cagliari.

### Terugkeer bij Vitesse
Nadat hij in de daaropvolgende drie maanden nog één keer in actie kwam, verhuurde Fiorentina Diks in januari 2017 voor de rest van het seizoen 2016/17 aan zijn oude club Vitesse. Diks sloot eerst aan bij Jong Vitesse om wedstrijdfit te worden voor het eerste elftal. Op 4 februari maakt Diks zijn debuut bij Jong Vitesse uit tegen SV Spakenburg (2-2). Tevens won hij met Vitesse in 2017 de bekerfinale met 2-0 van AZ. Hij verving in dit duel Kelvin Leerdam in de 85e minuut. Door dit resultaat won de club voor het eerst in hun 125-jarig bestaan de KNVB Beker.

### Feyenoord
Na Vitesse verhuurde de Italiaanse club Diks in juli 2017 voor een jaar aan Feyenoord. Na een start waarbij hij regelmatig bekritiseerd werd, stond hij de tweede seizoenshelft regelmatig in de basis. Op 22 april 2018 won Feyenoord, met Diks in de basis de KNVB Beker 2017/18.

### Empoli
Begin 2019 werd Diks voor anderhalf jaar verhuurd aan Empoli. Daar kwam hij niet aan bod en na een half jaar werd de huur beëindigd.

### Aarhus
Op 2 september 2019 werd Diks verhuurd aan het Deense Aarhus GF. Op 30 juni 2021 staat zijn terugkeer naar Fiorentina in de agenda.

### FC Kopenhagen
In juli 2021 tekende Diks een contract voor 4 seizoenen bij FC Kopenhagen dat hem, transfervrij overnam van Fiorentina. In het begin van het seizoen is hij goed in vorm en maakt een goede indruk. Dit liet Diks meteen zien tijdens de eerste wedstrijden bij de club. Ook veroverde hij een basisplaats.

## Clubstatistieken
| Seizoen         | Club            | Competitie      | Competitie | Competitie | Beker | Beker | Overig | Overig | Totaal | Totaal |
| Seizoen         | Club            | Competitie      | Duels      | Goals      | Duels | Goals | Duels  | Goals  | Duels  | Goals  |
| --------------- | --------------- | --------------- | ---------- | ---------- | ----- | ----- | ------ | ------ | ------ | ------ |
| 2014/15         | Vitesse         | Eredivisie      | 22         | 0          | 4     | 0     | 4      | 0      | 30     | 0      |
| 2015/16         | Vitesse         | Eredivisie      | 30         | 2          | 1     | 0     | 2      | 0      | 33     | 2      |
| 2016/17         | Fiorentina      | Serie A         | 2          | 0          | 0     | 0     | 0      | 0      | 2      | 0      |
| 2016/17         | → Vitesse       | Eredivisie      | 11         | 0          | 1     | 0     | 0      | 0      | 12     | 0      |
| 2017/18         | → Feyenoord     | Eredivisie      | 23         | 0          | 4     | 0     | 4      | 0      | 31     | 0      |
| 2018/19         | Fiorentina      | Serie A         | 0          | 0          | 0     | 0     | 0      | 0      | 0      | 0      |
| 2018/19         | → Empoli        | Serie A         | 0          | 0          | 0     | 0     | 0      | 0      | 0      | 0      |
| 2019/20         | → Aarhus GF     | Superligaen     | 19         | 1          | 2     | 0     | 0      | 0      | 21     | 1      |
| 2020/21         | → Aarhus GF     | Superligaen     | 25         | 7          | 5     | 1     | 0      | 0      | 30     | 8      |
| 2021/22         | FC Kopenhagen   | Superligaen     | 26         | 2          | 1     | 0     | 12     | 4      | 40     | 6      |
| 2022/23         | FC Kopenhagen   | Superligaen     | 24         | 1          | 6     | 0     | 8      | 0      | 38     | 1      |
| 2023/24         | FC Kopenhagen   | Superligaen     | 27         | 2          | 3     | 0     | 14     | 0      | 44     | 2      |
| Carrière totaal | Carrière totaal | Carrière totaal | 209        | 15         | 27    | 1     | 44     | 4      | 247    | 20     |

## Erelijst
| Competitie           |         |         |         |         |
| Competitie           | Aantal  | Jaren   |         |         |
| Vitesse              | Vitesse | Vitesse | Vitesse | Vitesse |
| -------------------- | ------- | ------- | ------- | ------- |
| KNVB Beker           | 1x      | 2016/17 |         |         |
| Feyenoord            |         |         |         |         |
| KNVB Beker           | 1x      | 2017/18 |         |         |
| Johan Cruijff Schaal | 1x      | 2017    |         |         |

## interlandcarrieré
Diks kwam uit voor het nederlands elftal onder 19, 20 en 21. voor nederlandse jeugdteams kwam hij tot een totaal van 16 interlands. 

### Indonesisch voetbalelftal
Op 15 november 2024 maakte diks zijn debuut voor het Indonesisch voetbalelftal tegen het Japans voetbalelftal als invaller, de wedstrijd werd met 4-0 verloren

## Privé
Diks heeft een Molukse moeder en een Nederlandse vader.